# 权万纪
權萬紀（？—643年），京兆万年县人，唐朝官员。
隋朝匡州刺史权琢玠之子。历任潮州刺史、治书侍御史敢于直言上谏，导致大理丞张蕴古之死。魏徵说他以告發别人当做直言，以进谗言当做忠诚。后来建议唐太宗开银矿，被免官。久之，由御史中丞进尚书左丞，出为西韩州刺史。后来做吴王李恪的长史，曾規劝吳王不要打猎。轉為齐王李祐的长史，接替原長史薛大鼎，李祐不思悔改，權萬紀多次犯顏勸諫，斥退昝君謨、梁猛彪等小人，引起李祐的不滿，陰謀殺死萬紀。事情败露后，权万纪将昝君谟等人押入大牢，并上报朝廷。贞观十七年（643年），唐太宗下令将李祐等人带回京城，权万纪則奉诏先行。李祐派刺客燕弘亮等二十餘騎将他射杀並肢解，屍塊扔到茅厕。唐太宗赠权万纪齐州都督、武都郡公，食邑二千户，谥号敬。

## 延伸阅读
[在维基数据编辑]
 《新唐書·卷100》，出自《新唐書》